# Гейнс, Филлип
Филлип Гейнс (англ. Phillip Gaines, 4 апреля 1991, Конкорд) — профессиональный американский футболист, выступающий на позиции корнербека в клубе НФЛ «Кливленд Браунс».

## Биография

### Любительская карьера
Филлип родился в Конкорде в штате Массачусетс, где на тот момент его родители мастер-сержант Билл Гейнс и старший мастер-сержант Сьюзан Макфарланд служили на военно-воздушной базе Хэнском. Позднее они переехали в Италию, а когда Филлипу было шесть лет, семья осела в Техасе. В Италии он начал играть во флаг-футбол с детьми старшего возраста. В Техасе он окончил старшую школу и поступил в Университет Райса в Хьюстоне, где изучал экономику. В школе, кроме игры в футбол, Филлип также занимался лёгкой атлетикой, входя в число сильнейших атлетов на дистанции 110 метров с барьерами.
В чемпионате NCAA Гейнс дебютировал первокурсником в 2009 году, сразу заняв место в стартовом составе команды. Концовку первого сезона он пропустил из-за перелома запястья. В следующем году Филлип стал третьим в команде по числу сделанных захватов и был награждён Джесс Нили Дифенсив Эворд, вручаемой лучшим игрокам защиты «Райс Оулс». В сезоне 2011 года он принял участие всего в четырёх матчах, пропустив большую часть чемпионата из-за травмы.
В 2012 году Филлип вернулся в состав одним из лидеров защиты команды. Он стал лучшим игроком конференции по среднему показателю сбитых передач. Гейнс помешал принять шесть передач в зачётную зону и выполнить одну двухочковую реализацию, не позволив соперникам «Оулс» набрать 38 очков. В заключительный год карьеры в колледже он стал лидером команды с четырьмя перехватами. В сезонах 2012 и 2013 годов он включался в сборную звёзд Конференции США.

#### Статистика выступлений в NCAA
| Сезон | Команда   | Игры | Захваты | Захваты | Захваты | Захваты | Захваты | Перехваты | Перехваты | Перехваты | Перехваты | Перехваты | Фамблы | Фамблы | Фамблы | Фамблы |
| Сезон | Команда   | Игры | Solo    | Ast     | Tot     | Loss    | Sk      | Int       | Yds       | Y/R       | TD        | PD        | FR     | Yds    | TD     | FF     |
| ----- | --------- | ---- | ------- | ------- | ------- | ------- | ------- | --------- | --------- | --------- | --------- | --------- | ------ | ------ | ------ | ------ |
| 2009  | Райс Оулс | 9    | 28      | 3       | 31      | 1,0     | 0,0     | 0         | 0         | 0,0       | 0         | 3         | 0      | 0      | 0      | 0      |
| 2010  | Райс Оулс | 12   | 51      | 13      | 64      | 2,0     | 1,0     | 0         | 0         | 0,0       | 0         | 6         | 1      | 0      | 1      | 1      |
| 2011  | Райс Оулс | 5    | 8       | 3       | 11      | 2,0     | 1,0     | 0         | 0         | 0,0       | 0         | 2         | 0      | 0      | 0      | 0      |
| 2012  | Райс Оулс | 13   | 23      | 10      | 33      | 2,0     | 0,0     | 0         | 0         | 0,0       | 0         | 18        | 1      | 12     | 1      | 0      |
| 2013  | Райс Оулс | 13   | 24      | 12      | 36      | 4,0     | 0,0     | 4         | 2         | 0,5       | 0         | 9         | 1      | 0      | 0      | 0      |
| Всего | Всего     | 52   | 134     | 41      | 175     | 11,0    | 2,0     | 4         | 2         | 0,5       | 0         | 38        | 3      | 12     | 2      | 1      |

### Профессиональная карьера
На драфте НФЛ 2014 года Филлип в третьем раунде под общим 87 номером был выбран клубом «Канзас-Сити Чифс». Аналитик сайта НФЛ Майк Мейок отмечал, что Гейнс может играть на позициях корнербека и сэйфти, а также выходить на поле в составе спецкоманд. В то же время отмечали, что в период обучения в университете он был дисквалифицирован за нарушение внутрикомандного распорядка, а также арестовывался полицией за хранение марихуаны. За это правонарушение Гейнс был приговорён к одному году условного срока.
В «Чифс» Филлип провёл четыре года, проведя за команду сорок один матч, в шестнадцати из которых он был игроком стартового состава. В 2015 году он получил разрыв крестообразной связки колена, из-за которого пропустил тринадцать игр регулярного чемпионата. После травмы снизилась и эффективность его игры. По итогам сезона 2017 года сайт Pro Football Focus назвал Гейнса одним из худших корнербеков лиги с оценкой 35,9 по 100-балльной шкале. Годом ранее она была ещё ниже и составляла 34,8 балла. После окончания сезона он получил статус свободного агента.
В марте 2018 года Филлип подписал однолетний контракт с «Баффало Биллс». В регулярном чемпионате он провёл за клуб шесть матчей. 7 ноября клуб отчислил Гейнса, который на тот момент был лидером лиги по количеству штрафных ярдов за нарушения правил. В последнем матче за клуб он стал вторым с 2001 года игроком НФЛ, получившим более 90 штрафных ярдов в одном матче. Оставшуюся часть сезона он провёл в составе «Кливленд Браунс», генеральный менеджер которых Джон Дорси был знаком с игроком по совместной работе в «Канзас-Сити». Гейнс принял участие в четырёх играх команды, отметившись в них девятью захватами. В марте 2019 года «Браунс» подписали с Филлипом новый однолетний контракт.

#### Статистика выступлений в НФЛ

##### Регулярный чемпионат
| Сезон | Команда          | Игры | Захваты | Захваты | Захваты | Захваты | Захваты | Перехваты | Перехваты | Перехваты | Перехваты | Перехваты | Фамблы | Фамблы | Фамблы | Фамблы |
| Сезон | Команда          | Игры | Solo    | Ast     | Tot     | Loss    | Sk      | Int       | Yds       | Y/R       | TD        | PD        | FR     | Yds    | TD     | FF     |
| ----- | ---------------- | ---- | ------- | ------- | ------- | ------- | ------- | --------- | --------- | --------- | --------- | --------- | ------ | ------ | ------ | ------ |
| 2014  | Канзас-Сити Чифс | 13   | 20      | 0       | 20      | 3       | 0,0     | 0         | 0         | 0,0       | 0         | 4         | 0      | 0      | 0      | 0      |
| 2015  | Канзас-Сити Чифс | 3    | 5       | 1       | 6       | 0       | 0,0     | 0         | 0         | 0,0       | 0         | 0         | 0      | 0      | 0      | 0      |
| 2016  | Канзас-Сити Чифс | 11   | 41      | 2       | 43      | 1       | 0,0     | 1         | 0         | 0,0       | 0         | 7         | 0      | 0      | 0      | 2      |
| 2017  | Канзас-Сити Чифс | 14   | 23      | 7       | 30      | 3       | 0,0     | 0         | 0         | 0,0       | 0         | 3         | 0      | 0      | 0      | 0      |
| 2018  | Баффало Биллс    | 7    | 24      | 6       | 30      | 1       | 0,0     | 0         | 0         | 0,0       | 0         | 2         | 0      | 0      | 0      | 0      |
| 2018  | Кливленд Браунс  | 4    | 7       | 2       | 9       | 0       | 0,0     | 0         | 0         | 0,0       | 0         | 0         | 0      | 0      | 0      | 0      |
| Всего | Всего            | 52   | 120     | 18      | 138     | 8       | 0,0     | 1         | 0         | 0,0       | 0         | 16        | 0      | 0      | 0      | 2      |

##### Плей-офф
| Сезон | Команда          | Игры | Захваты | Захваты | Захваты | Захваты | Захваты | Перехваты | Перехваты | Перехваты | Перехваты | Перехваты | Фамблы | Фамблы | Фамблы | Фамблы |
| Сезон | Команда          | Игры | Solo    | Ast     | Tot     | Loss    | Sk      | Int       | Yds       | Y/R       | TD        | PD        | FR     | Yds    | TD     | FF     |
| ----- | ---------------- | ---- | ------- | ------- | ------- | ------- | ------- | --------- | --------- | --------- | --------- | --------- | ------ | ------ | ------ | ------ |
| 2016  | Канзас-Сити Чифс | 1    | 0       | 0       | 0       | 0       | 0,0     | 0         | 0         | 0,0       | 0         | 0         | 0      | 0      | 0      | 0      |
| Всего | Всего            | 1    | 0       | 0       | 0       | 0       | 0,0     | 0         | 0         | 0,0       | 0         | 0         | 0      | 0      | 0      | 0      |